# سارا بیکر
سارا بیکر (انگلیسی: Sarah Baker؛ زادهٔ ) یک هنرپیشه اهل ایالات متحده آمریکا است. وی از سال ۲۰۰۲ میلادی تاکنون مشغول فعالیت بوده‌است.
از فیلم های معروف او می توان به بازی در دروغ خوب و آخرین حرف اشاره کرد.